# Henry Draper
Pour les articles homonymes, voir Draper.
Henry Draper, né le 7 mars 1837 dans le comté du Prince-Edouard (Virginie) et mort le  20 novembre 1882 à New-York est un médecin et astronome amateur américain.

## Biographie
Henry Draper est un des enfants de John William Draper, médecin et chimiste. Son frère Jean-Christophe est également médecin, chirurgien et chimiste. Il est l'oncle du pianiste et compositeur Courtlandt Palmer.
En 1857, il termine ses études de médecine, à l'âge de 20 ans, à la New York University School of Medicine.. En 1859, il voyage en Europe. À son retour il est  médecin à l'hôpital au Bellevue Hospital (1861)  puis devient professeur (1863) et doyen de la New York University School of Medicine. Grâce à l'aisance que lui permet son mariage avec Mlle Courtland Palmer il peut se consacrer à ses recherches scientifiques.
Pionnier de l'astrophotographie, il fut le premier à photographier un spectre stellaire, celui de Véga en 1872, la nébuleuse d'Orion le 30 septembre 1880. Le 24 juin 1881, la même nuit qu'Andrew Ainslie Common, il prend la première photo d'une comète, C/1881 K1 qui montre en même temps le noyau et la queue de la comète. Il dirigea une expédition pour photographier le transit de Vénus en 1874.
Après sa mort, sa femme fonda un prix annuel, la médaille Henry Draper, et le Harvard College Observatory poursuivit le programme visant à élaborer un catalogue astronomique, le catalogue Henry Draper.
Le cratère Draper sur la Lune porte son nom.

## Sélections d'oeuvres
- The Changes of Blood-Cells in the Spleen, thèse, 1858.
- A Text-Book on Chemistry, 1866
- Are there other inhabited worlds?, 1866.
- Delusions of Medicine, Charms, talismans, amulets, astrology, and mesmerism, 1873.
- The Discovery of Oxygen in the Sun by Photography, 1877.